# Szamosdob község
Szamosdob község (románul: Comuna Doba) község Szatmár megyében, Romániában. Központja Szamosdob, beosztott falvai Csengerbagos, Dácia, Sándormajor, Újbagos.

## Népessége
A 2011-es népszámlálás adatai alapján a község népessége 2760 fő volt.